# Преложе-при-Локві
Преложе-при-Локві (словен. Prelože pri Lokvi) — поселення в общині Сежана, Регіон Обално-крашка, Словенія. Висота над рівнем моря: 499,9 м.